# Reserva Natural de Ohepalu
A Reserva Natural de Ohepalu é uma reserva natural localizada no condado de Lääne-Viru, na Estónia.
A área da reserva natural é de 5935 hectares.
A área protegida foi fundada em 1973 com base na parte sul do Parque Nacional Lahemaa e com base na área de conservação de orquídeas em Tapa (em estoniano:  Tapa piirkonna käpaliste kaitseala, fundado em 1993).

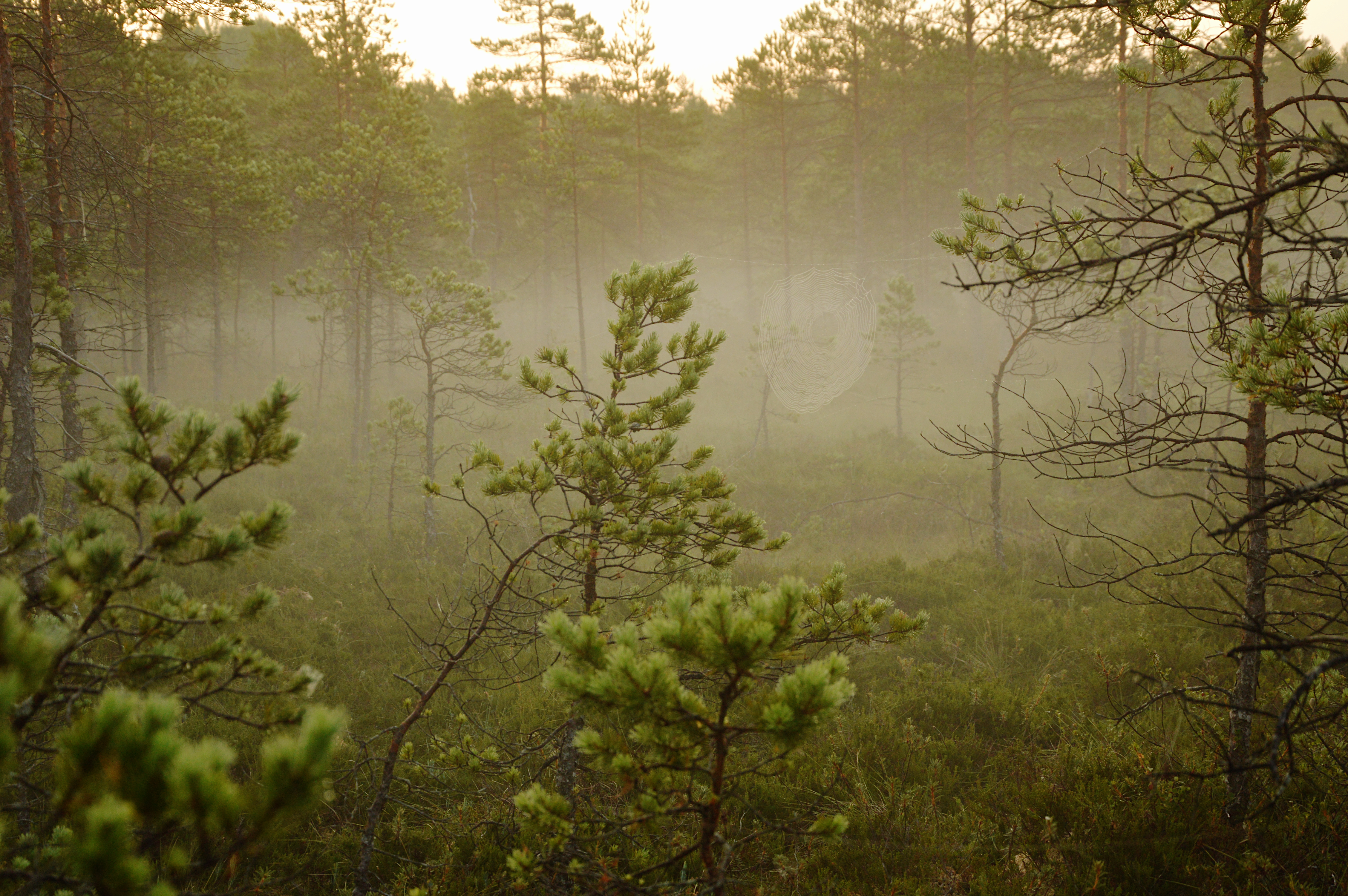
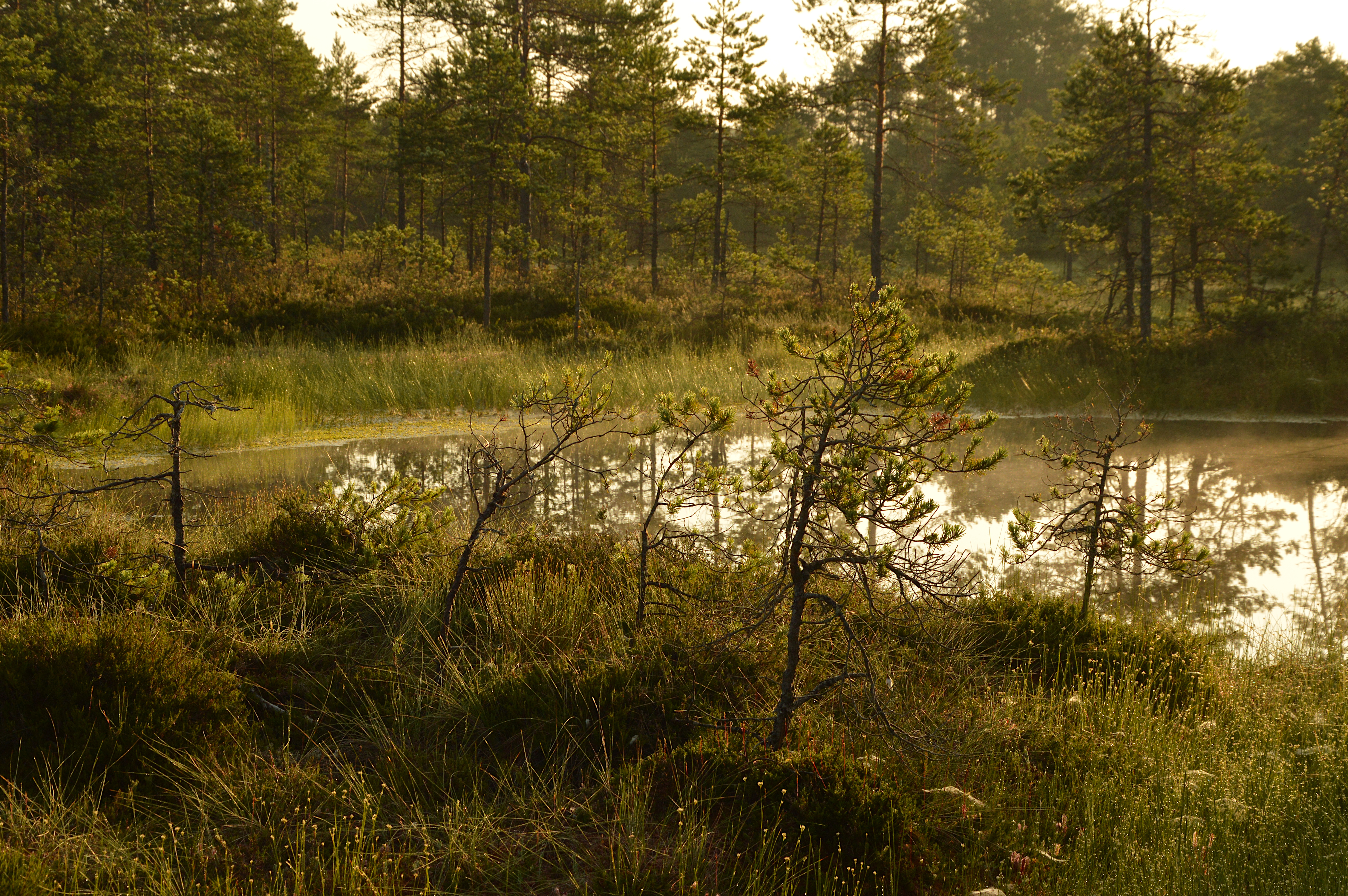
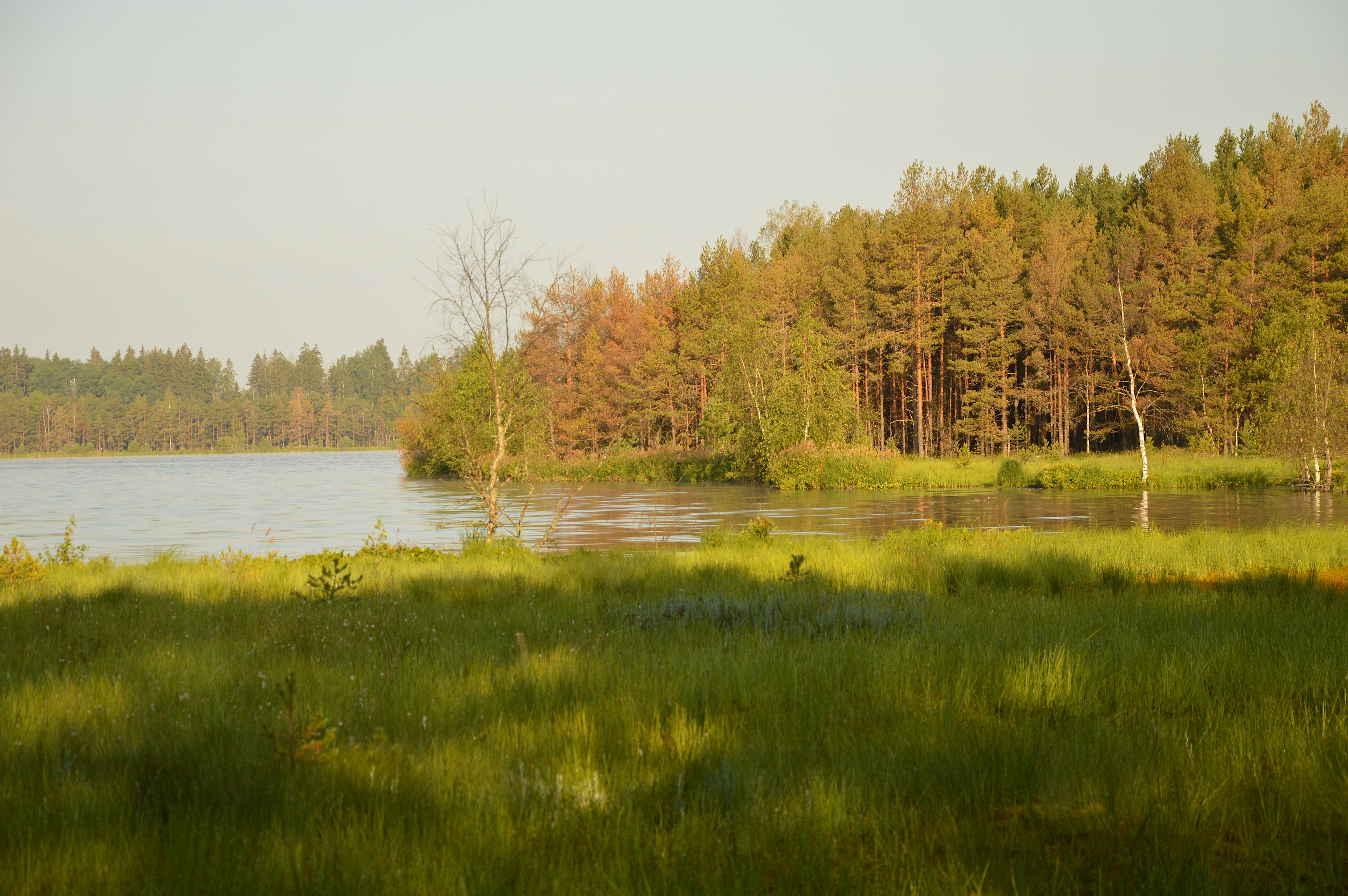
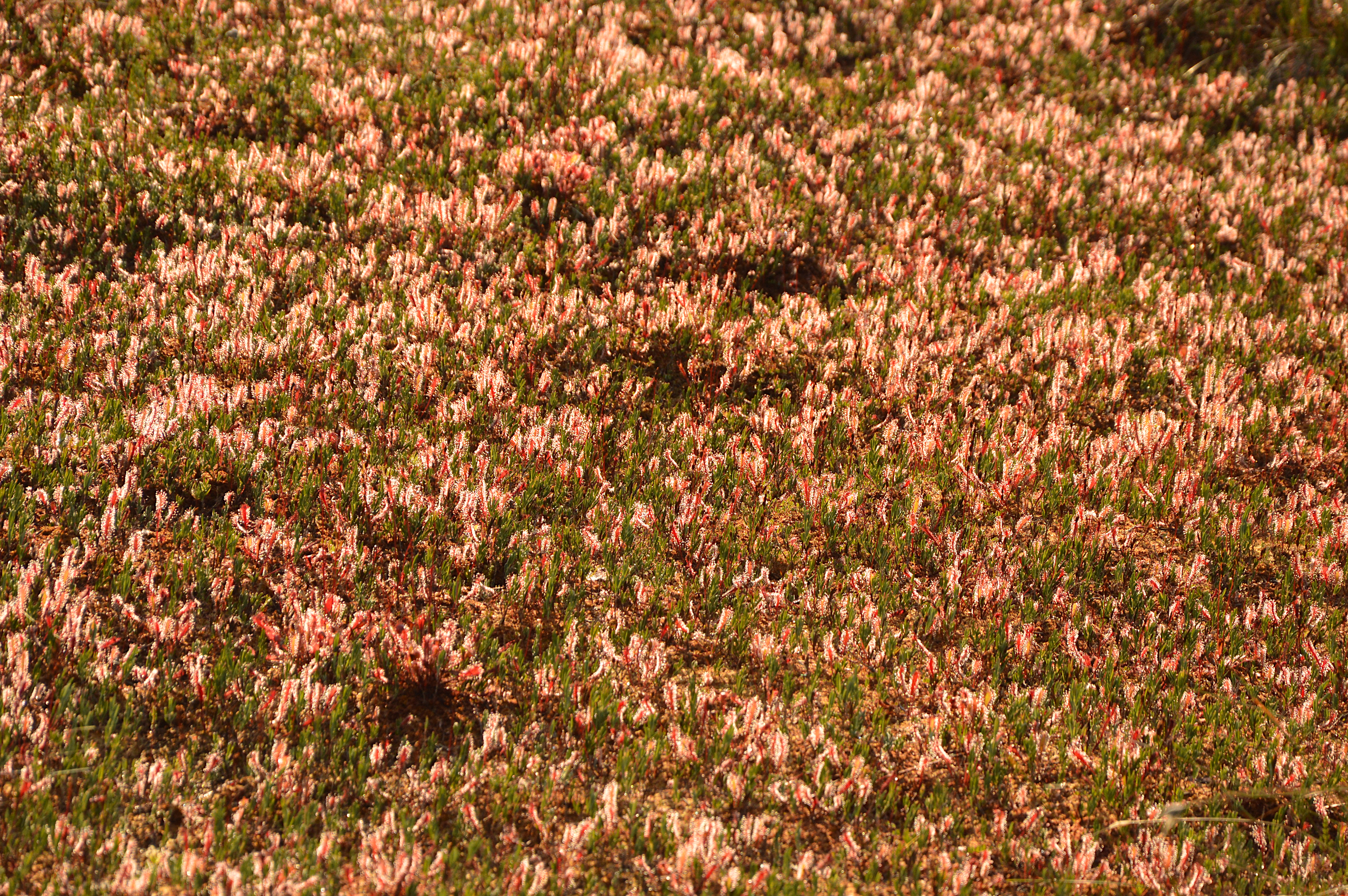